# Jacksonville (Oregon)
Jacksonville è una città degli Stati Uniti, situata nella contea di Jackson, nello Stato dell'Oregon.

## Geografia fisica
Le coordinate geografiche di Jacksonville sono 42°18'52,04"N 122°58'1,76"W (42.314456 -122.967157). Le città più vicine sono Gold Hill, White City, Central Point, Medford, Phoenix e Talent. Secondo l'United States Census Bureau, Jacksonville ha una superficie di 4,7 km² (1,8 mi²), interamente coperta da terra. La città è situata a 478 m s.l.m.

## Società

### Evoluzione demografica
Secondo il censimento del 2000, Jacksonville contava 2.235 abitanti, e 661 famiglie residenti nella città. La densità di popolazione era di 475,53 abitanti per ogni chilometro quadrato. Le unità abitative erano 1.102, con una media di circa 234,4 per chilometro quadrato. La divisione razziale contava il 96,11% di bianchi, lo 0,72% di nativi americani, lo 0,36% di asiatici, lo 0,31% di afroamericani e lo 0,40% di altre razze. Gli ispanici o i latini erano il 2,46% della popolazione.

## Amministrazione

### Gemellaggi
- Lawrence - Nuova Zelanda